# 효동 (가수)
효동은 대한민국의 가수다. 2020년 싱글 《미워요》로 데뷔했다.

## 방송
- CTS 대한민국 K-가스펠 (2021)
- 오빠시대 (2023) - Top32

## 음반
- 미워요 (2020)
- 가지마 (2020)
- 알고 싶어 (2022)

## 피처링
- 염평안 <우리의 길(2021 ver.)> (2021)